# Blepharodon suberectum
Blepharodon suberectum är en oleanderväxtart som beskrevs av Rudolf Schlechter. Blepharodon suberectum ingår i släktet Blepharodon och familjen oleanderväxter. Inga underarter finns listade i Catalogue of Life.